# New Town
New Town - neetuhčipiriínu [neetUhčipiriíNU], en arikara, Awadihiraash en hidatsa - és una població a l'estat de Dakota del Nord (Estats Units). Segons el cens del 2000 tenia 1.367 habitants.

## Demografia
Segons el cens del 2000, New Town tenia 1.367 habitants, 488 habitatges, i 318 famílies. La densitat de població era de 787,8 habitants/km².
Dels 488 habitatges en un 34,2% hi vivien nens de menys de 18 anys, en un 36,1% hi vivien parelles casades, en un 22,3% dones solteres, i en un 34,8% no eren unitats familiars. En el 29,5% dels habitatges hi vivien persones soles el 12,7% de les quals corresponia a persones de 65 anys o més que vivien soles. El nombre mitjà de persones vivint en cada habitatge era de 2,69 i el nombre mitjà de persones que vivien en cada família era de 3,34.
Per edats la població es repartia de la següent manera: un 30,7% tenia menys de 18 anys, un 9,9% entre 18 i 24, un 26,3% entre 25 i 44, un 20,4% de 45 a 60 i un 12,7% 65 anys o més.
L'edat mediana era de 33 anys. Per cada 100 dones de 18 o més anys hi havia 86,4 homes.
La renda mediana per habitatge era de 29.524 $ i la renda mediana per família de 35.500 $. Els homes tenien una renda mediana de 26.944 $ mentre que les dones 21.630 $. La renda per capita de la població era de 12.490 $. Entorn del 17,2% de les famílies i el 23,3% de la població estaven per davall del llindar de pobresa.

## Poblacions properes
El següent diagrama mostra les poblacions més properes.